# Unterseeboot 320
Le Unterseeboot 320 (ou U-320) est un sous-marin allemand (U-Boot) de type VII.C/41 utilisé par la Kriegsmarine (marine de guerre allemande) pendant la Seconde Guerre mondiale.
Il est le dernier sous-marin allemand coulé de la Seconde guerre mondiale.

## Construction
L'U-320 est un sous-marin océanique de type type VII.C/41. Construit dans les chantiers de Flender Werke AG à Lübeck, la quille de l'U-320 est posée le 1er décembre 1942 et il est lancé le 6 novembre 1943. L'U-320 entre en service 1,5 mois plus tard.

## Historique
Mis en service le 30 décembre 1943, l'Unterseeboot 320 entre en phase d'entraînement et de formation initiale à Stettin en Pologne au sein de la 4. Unterseebootsflottille, pendant six mois jusqu'au 1er juin 1944, puis l'U-320 rejoint son unité de combat dans la 4. Unterseebootsflottille à Kiel.
L'U-320 effectue deux patrouilles, sous les ordres de l'Oberleutnant zur See Heinz Emmrich. Il ne coule, ni n'endommage aucun navire ennemi au cours de ses 18 jours en mer.
Pourtant opérationnel depuis le 1er juin 1944, il commence sa première patrouille en quittant Kiel le 16 avril 1945. Il arrive à Horten en Norvège après 6 jours en mer, le 21 avril 1945.
Le 27 avril 1945, il quitte Horten pour sa deuxième patrouille. Après 12 jours en mer, il est gravement endommagé le 8 mai 1945, jour de la reddition de l'Allemagne nazie, dans la Mer du Nord à l'ouest de Bergen en Norvège à la position géographique de 61° 32′ N, 1° 53′ E par des charges de profondeur lancées d'un hydravion PBY Catalina britannique (Squadron 210/X). 
L'U-320 fait surface et se saborde. Il n'y a pas de victime parmi les membres d'équipage.
L'U-320 est le dernier sous-marin allemand coulé pendant la Seconde guerre mondiale.

## Affectations successives
- 4. Unterseebootsflottille à Stettin du 30 décembre 1943 au 1er avril 1945 (entrainement)
- 5. Unterseebootsflottille à Kiel du 1er avril 1945 au 8 mai 1945 (service actif)

## Commandement
- Oberleutnant zur See Johannes Clemens du 30 décembre 1943 au 10 juillet 1944
- Oberleutnant zur See Heinz Emmrich du 11 juillet au 8 mai 1945

## Patrouilles
|       | Commandant          | Départ        | Départ | Arrivée       | Arrivée | Jours    | Succès |
| ----- | ------------------- | ------------- | ------ | ------------- | ------- | -------- | ------ |
| 1     | Oblt. Heinz Emmrich | 16 avril 1945 | Kiel   | 21 avril 1945 | Horten  | 6 jours  |        |
| 2     | Oblt. Heinz Emmrich | 27 avril 1945 | Horten | 8 mai 1945    | Coulé   | 12 jours |        |
| Total | Total               | Total         | Total  | Total         | Total   | 18 jours | 0 t    |

Note : Oblt. = Oberleutnant zur See

### Opérations Wolfpack
L'U-320 n'a pas opéré avec les Wolfpacks (meute de loups) durant sa carrière opérationnelle.

## Navires coulés
L'Unterseeboot 320 n'a ni coulé, ni endommagé de navire ennemi au cours des 2 patrouilles (18 jours en mer) qu'il effectua.

### Source et bibliographie
- (en) Cet article est partiellement ou en totalité issu de l’article de Wikipédia en anglais intitulé « German submarine U-320 » (voir la liste des auteurs).
- Chris Bishop, historien militaire (trad. de l'anglais par Christian Muguet), Les sous-marins de la Kriegsmarine : 1939-1945 : le guide d'identification des sous-marins [« The spellmount submarine identification guide : Kriegsmarine U-boats 1939-1945 »], Paris, Éd. de Lodi, 2008, 192 p. (ISBN 978-2-84690-327-1, OCLC 470721805, BNF 41298980)